# Thiên đường thuế
Thiên đường thuế (tiếng Anh: tax haven - nơi ẩn trú thuế) hoặc ốc đảo thuế là quốc gia hoặc vùng lãnh thổ mà không đánh thuế hoặc lấy thuế rất thấp tính trên thu nhập hoặc tài sản và do đó trở thành một nơi hấp dẫn về mặt thuế má cho các cá nhân cư trú hoặc cho doanh nghiệp làm trụ sở. Một tên gọi khác chính thức hơn là "trung tâm tài chính Quốc tế".

## Định nghĩa
Tổ chức Hợp tác và Phát triển Kinh tế (OECD) xác định ba yếu tố quan trọng trong việc xem xét liệu một khu vực là một thiên đường thuế:
1. không đánh thuế hoặc thuế gần như bằng không. Thiên đường thuế biến nó thành nơi để những người không cư trú ở đó tránh khỏi phải đóng thuế cao ở nơi họ ở hay kinh doanh.
2. Bảo vệ thông tin tài chính cá nhân. Thiên đường thuế thường có luật hoặc thủ tục hành chính, theo đó các doanh nghiệp và các cá nhân có thể hưởng lợi từ các quy định chặt chẽ và các bảo vệ khác chống lại sự giám sát của cơ quan thuế vụ nước ngoài. Điều này ngăn cản sự truyền thông tin về người nộp thuế đang được hưởng lợi từ khu vực thuế thấp.
3. Thiếu minh bạch. Một sự thiếu minh bạch trong hoạt động của các quy định pháp lý, luật pháp hoặc hành chính là một yếu tố được sử dụng để xác định nơi ẩn trú thuế. OECD cho là, luật phải được áp dụng một cách công khai và nhất quán, và phải có những thông tin cần thiết cho cơ quan thuế vụ nước ngoài để xác định tình trạng của người nộp thuế. Thiếu minh bạch trong một nước có thể làm cho các cơ quan thuế vụ khác gặp khó khăn hoặc không thể áp dụng pháp luật một cách hiệu quả. 'Phán quyết bí mật', mức thuế có thể thương lượng được, hoặc các thực hành khác mà không áp dụng luật pháp một cách công khai và kiên định (trước sau như một) luôn là những ví dụ về sự thiếu minh bạch. Giám sát pháp luật chỉ có giới hạn hoặc thiếu sự tiếp cận pháp lý hồ sơ tài chính của chính phủ được xem là các yếu tố góp phần.
4. Một số quốc gia và vùng lãnh thổ được xem như là thiên đường thuế:
- Saint Kitts & Nevis
- Bahamas
- Bermuda
- Quần đảo Cayman
- UAE
- Panama
- Anguilla
- Bahrain